# Les Fées du phénix
Les Fées du phénix est une trilogie écrite par l'auteur québécoise Isabelle Roy. Publié en 2012 par Hurtubise, le premier tome a tout de suite connu un succès parmi les jeunes adolescentes québécoises et a remporté en 2014 le Prix Jeunesse des univers parallèles.

## Liste des tomes
1. La Tempête de Ceithir, 2012
2. Le Gouffre de Pandore, 2013
3. Le Manoir de Bellator, 2014